# Міхно Іван Єрофійович
Іван Єрофійович Міхно (18?? — 18 січня 1919, Баришівка) — український військовий діяч часів Директорії УНР. Командир Бориспільського полку армії УНР.

## Біографія
Народився в сім'ї Єрофія Міхна, який проживав в селі Сеньківка на Бориспільщині. Командир Бориспільського полку армії УНР. У 1918 році ліквідував банду Андрія Веклича, що тримала в страху Сеньківку та всю Бориспільщину. Загинув під час оборони Києва у 1919 році, біля Баришівки більшовиків спробував зупинити підрозділ Армії УНР під командуванням Івана Міхна.